# Favus
 Mise en garde médicale
Le favus, favid ou teigne favique (du latin signifiant « gâteau de miel »), est un type de teigne du cuir chevelu.

## Symptomatologie
Le favus est dû à une seule espèce Trichophyton schoenleinii. Très contagieux, souvent contracté dès l’enfance, il persiste à l’âge adulte. Autrefois observée surtout en Afrique du Nord, cette teigne devient rare à l'époque moderne. La lésion débute par des tâches érythémateuses ; puis apparaissent les « godets faviques » : cupules rondes de quelques millimètres, grise ou jaune soufre, « odeur de souris » reposant sur une peau inflammatoire ; les cheveux tombent et l’alopécie est définitive. En tombant, ces croûtes laissent apparaître un cuir chevelu lisse où les cheveux ne poussent jamais. De teinte jaune paille, les cheveux et les croûtes dégagent une odeur caractéristique dite de « nid de souris ». Par ailleurs, les cheveux parasités sont fluorescents sur toute la longueur sous la lampe de Wood.
Au centre du godet favique se trouve le cheveu. La fusion de plusieurs godets est appelée croûte favique. Les cheveux faviques, rares, traversent la croûte et sont caractérisés par leur relative longueur, leur aspect grisâtre et terne. Les cheveux ne sont pas cassés mais ils sont très raréfies. Ils sont éliminés au fur et à mesure de l’évolution de la teigne avec formation d’une alopécie cicatricielle définitive. Ils sont disposés en touffes disséminées, séparées par quelques mèches de cheveux sains. Cette chute du cheveu est due aux filaments mycéliens qui forment un bourrelet dans le pourtour épidermique du follicule, refoulant en profondeur la portion non cornée de l’épiderme ce qui constitue le godet. Celui-ci entraine l’expulsion du bulbe pileux et une chute définitive des cheveux.

## Traitements

### Traitement local et systémique
Le favus est traité de la même façon à l’aide de griséofulvineou de terbinafine (contre-indiquée chez l'enfant) et d’un azolé d’action locale. Le kétoconazole per os a été retiré du marché.
Pour les teignes suppurées (kérion ou sycosis), le traitement local revêt plus d’importance dans ce cas. En effet, la griséofulvine est moins efficace du fait de l’expulsion précoce des cheveux ou des poils.
À la différence notable des teignes tondantes, l’évolution est spontanément favorable, et le traitement local à base d’azolés doit être entrepris de façon prudente afin de ne pas exacerber l’inflammation. L’administration de corticoïdes per os est discutée, du fait de l’absence d’étude pour cette indication et du profil d’effets indésirables de ces molécules. Enfin les corticoïdes d’action locale ne sont pas préconisés car ils peuvent compliquer l’infection fongique, en diminuant localement l’immunité. 
Mesures à prendre en collectivité et au sein de la fratrie en cas de teigne : Le Conseil supérieur d'hygiène publique de France recommande, d'une part, le dépistage des cas en milieu scolaire et, d'autre part, que les membres d'une famille dans laquelle un enfant est atteint consultent leur médecin traitant pour un dépistage et un éventuel traitement. L’éviction scolaire est exigée, sauf présentation d’un certificat médical attestant d’une consultation et de la prescription d’un traitement adapté. Si le dépistage s’avère négatif, l’éviction scolaire n’est pas souhaitable. Les teignes suppurées font exception à ces mesures prophylactiques du fait de l’absence de rechute et d’une contagiosite faible. Un renforcement des mesures d'hygiène des mains (notamment le nettoyage des mains et des ongles des parents après coiffage des enfants), des sols et des objets est également recommandé à l'école et au domicile des cas. Par ailleurs, il est recommande d'éviter les échanges d'objets : oreillers pendant la sieste, peignes ou brosses à cheveux, et couvre-chefs. En outre, en cas de teigne zoophile, l’animal malade doit être traité et son environnement décontaminé.
En France, les cas de favus sont rares, notamment en partie grâce aux progrès individuels et collectifs en matière d'hygiène.

### Compositions antifongiques
Les compositions antifongiques (ou antimycosiques) concernent des compositions antifongiques contenant en tant que principe actif au moins un élément choisi entre la pyrrolnitrine, la lanoconazole, la butènafine, ou son sel et des agents antifongiques à arylamines. les compositions peuvent exercer de puissants effets antifongiques et par conséquent elles sont très utiles dans le traitement des dermatomycoses telles que la trichophytide, l'endodermophytose, la trichophytide favique et la trichophytide profonde, ainsi que dans le cas d'infections fongiques telles que la candidose cutanéo-muqueuse et la candidose profonde. De plus, ces compositions sont utiles du point de vue, par exemple, du soulagement des effets secondaires et également de l'amélioration de l'adhésion des malades.

### Homonymes
- Favid Coral ou Faviidae (Type de corail).